# Arató István (pedagógus)
Arató István, 1891-ig Bauer István (Szeged, 1886. augusztus 20. – Budapest, 1974. május 5.) fizikus, matematikus, pedagógus.

## Családja
Szülei Arató (Bauer) Frigyes (1859–1944) a szegedi felsőbb leányiskola rendes tanára és báró Radivojevics Amália (Debrecen, 1846. szeptember 5. – Budapest, 1934. október 30.). Testvére: dr. Arató Amália (Szeged, 1883. december 11. – Budapest, 1945. január 29.) középiskolai tanár, gimnáziumi igazgató. Felesége Markovits Olga Paula Erzsébet (1888. június 21. – Budapest, 1976. október 27. Temetés: Kőszeg, 1976. november 20.), akivel 1911. december 28-án Kőszegen kötött házasságot.
Fiai dr. Arató István (Pozsony, 1913. január 20.) jogász, törvényszéki jegyző, dr. Arató József (Kőszeg, 1915) jogász és Arató Frigyes (Kőszeg, 1919 – Budapest, 1949. július 16.) szigorló gépészmérnök. Unokája Arató András (1945–) villamosmérnök.

## Tanulmányai
A Szegedi Magyar Királyi Állami Főreáliskola tanulója volt 1896 és 1899 között, majd 1904-ben a Mezőtúri Református Főgimnáziumban érettségizett. Ezután a Budapesti Tudományegyetemen (1904–1906), a greifswaldi (1906) és a Göttingeni Egyetemen (1907–1909) képezte magát tovább. 1909-ben szerezte meg mennyiségtan–természettan szakos középiskolai tanári oklevelét a Budapesti Tudományegyetemen. 1904-06-ban az Eötvös József Collegium tagja volt.

## Életútja
1886. szeptember 30-án keresztelték Szegeden. 1909 és 1911 között a dunántúli evangélikus egyházkerülethez tartozó kőszegi felsőbb leányiskola, valamint a kőszegi evangélikus leánygimnázium helyettes tanáraként dolgozott, 1911 és 1945 között ugyanitt rendes tanár volt, 1917. július 1-től 1945. október 1-ig pedig igazgató. 1945 és 1948 között nyugdíjas rendes tanár és címzetes igazgatóhelyettes. 1942 és 1945 között a természettan és a fizika megyei szakfelügyelőjeként tevékenykedett, valamint tanügyi főtanácsos is volt.
A magyarországi evangélikus nőoktatás fontos alakja, 1917 és 1921 között és szervezte leánygimnáziummá a kőszegi felsőbb leányiskolát. 1935-ben az országban elsőként itt dolgozták ki a nőoktatás szaktanterem-rendszerét. 1926-ban és 1941-ben is kibővíttette a kőszegi gimnázium épületét, s megkezdte a gimnáziumhoz tartozó mezőgazdasági leányiskola és intézeti gazdaság megszervezését. Részt vett az evangélikus pedagógus közéletben, a zsinatok munkájában illetve a középiskolai törvény előkészítésében. Halálát szívizomelfajulás okozta.

## Emlékezete
A Kőszegi evangélikus temetőben helyezték nyugalomra 1974. május 25-én. Egykori kőszegi iskolájában (ma Evangélikus Mezőgazdasági és Kereskedelmi Szakközépiskola) 2003. október 17-étől az ő nevét viseli az Arató István Mennyiségtan Szakterem.

## Főbb művei
- A középfokú nőnevelés Németországban és hazánkban. (A kőszegi felsőbb leányiskola értesítője, 1913/14)
- Középiskola és munkaiskola. (Protestáns Tanügyi Szemle, 1934)
- A kőszegi evangélikus leánylíceum szakterem-rendszere. (A kőszegi ev. leányginázium értesítője, 1934/35 és külön: Kőszeg, 1935)
- A szakterem-rendszer bevezetése a kőszegi leánylíceumban. (Protestáns Tanügyi Szemle, 1935)
- Útban a korszerű magyar középiskola felé. (A kőszegi ev. leányginázium értesítője, 1935/36)
- Élet és szellem a szaktermes középiskolában. (Az Országos Középiskolai Tanáregyesületi Közlöny, 1936)
- Új kísérletek a középiskolában. (Gyermekvédelem, 1936)
- Az élő nyelvek szaktermei és korszerű tanításuk. (A kőszegi ev. leányginázium értesítője, 1936/37)
- Szakterem-rendszer és alaki képzés. (A kőszegi ev. leányginázium értesítője, 1937/38)
- A grafikus módszer jelentősége a fizika tanításában. (A kőszegi ev. leányginázium értesítője, 1938/39)
- Adatok a természettan korszerű tanításához. (Az Országos Evangélikus Tanáregyesület 1938–1940. évi évkönyve. Bp., 1940)
- Természettan gimnáziumok és leánygimnáziumok felső osztályai számára. (Kőszeg, 1941)
- Termelési gyakorlatok Vas megye gimnáziumaiban. (Pedagógiai Szemle, 1959. 2.)
- Az üzemi gyakorlatok szervezése és helye a politechnikai képzés egészében. (Pedagógiai Szemle, 1960. 12.)
- Az 5+1 napos rendszer megvalósítása Vas megye gimnáziumaiban. (Vasi Szemle, 1961. 3.)
- A gimnáziumi szakmai irányú képzés és a fizikatanítás. (Pedagógiai Szemle, 1962. 11.)
- Ismét napirenden a szakterem-rendszer. (Köznevelés, 1962. 15-16.)
- A szakfelügyelet és az iskolareform. (Köznevelés, 1969. 7.).